# Raimond Valgre
Raimond Valgre (* 7. Oktober 1913 in Riisipere; † 31. Dezember 1949 in Tallinn) war einer der erfolgreichsten estnischen Komponisten und Unterhaltungsmusiker.

## Frühe Jahre
Raimond Valgre (bis 1937 Raimond Tiisel) wurde in die Familie eines Schuhmachers geboren. Schon als Kind beherrschte er mehrere Instrumente und zeigte eine außergewöhnliche musische Begabung. Nach der Schule in Rapla und Paide zog er nach Tallinn. 1931 schloss er das dortige Staatliche Allgemeintechnische Gymnasium (Tallinna Riigi Ühistehnikagümnaasium) mit der Fachrichtung Bautechniker ab. Anschließend wurde er zum estnischen Wehrdienst eingezogen.

## Unterhaltungskomponist
Von 1932 bis zu seinem frühen Tod war Raimond Valgre als professioneller Komponist, Salonmusiker und Dirigent in Tallinn, Tartu und Pärnu tätig. Seine Stücke feierten große Erfolge und wurden schnell prägender Teil der estnischen Unterhaltungskultur der Zwischenkriegszeit. 1939 lernte Valgre in Pärnu seine zeitweilige Lebensgefährtin Alice Feillet kennen, die viele englische Texte seiner Lieder verfasste.
Während des Zweiten Weltkriegs wurde Raimond Valgre im Juni 1941 zum Militär eingezogen. Ab 1942 spielte er in einem Militärorchester. Mit der sowjetischen Besetzung Estlands ab 1944 wurden die Verhältnisse schwieriger. "Westliche" Musik wie Saxophon, Tango oder Foxtrott wurden verboten und Valgre sah sich Repressalien bei seiner Arbeit ausgesetzt. 1948 wurden seine Lieder von den sowjetischen Besatzungsbehörden mit einem öffentlichen Aufführungsverbot belegt.
Raimond Valgre starb verbittert im Dezember 1949. Er ist auf dem Tallinner Waldfriedhof beigesetzt. 1988 wurde am ehemaligen Wohnhaus von Raimond Valgre in Rapla eine Erinnerungstafel zu Ehren des Künstlers angebracht.

## Werk
Raimond Valgre komponierte über 100 Schlager, Walzer und Lieder. Er schrieb meist auf Estnisch, aber auch auf Deutsch und Englisch. Valgre war der erfolgreichste Unterhaltungskomponist seiner Zeit in Estland und darüber hinaus. Außerdem schrieb er die Musik zu populären estnischen Filmen. Seine Stücke und Liedtexte sind heute zum Allgemeingut geworden.
Valgres bekanntestes Werk ist der Saaremaa valss (Saaremaa Walzer), der die Schönheit der estnischen Insel Saaremaa bei einem Fest im Juni beschreibt.